# 子どもたちが屠殺ごっこをした話
「子どもたちが屠殺ごっこをした話」（こどもたちがとさつごっこをしたはなし、独: Wie Kinder Schlachtens miteinander gespielt haben, KHM 22a）は、『グリム童話』に収録されていた童話の一編。初版には収録されていたが、あまりにも残酷な内容かつ、教訓性もほとんど感じられない話のため評判が悪く、第二版以降は削除されている。また、高木昌史『決定版 グリム童話事典』によれば、この話は2編ともアヒム・フォン・アルニムが1810年11月13日付、第38号『ベルリン夕刊紙』へ掲載した話そのままであり、アルニムはそれをそのまま『グリム童話』に入れることについて非難していた。

## あらすじ
第1話
昔、フリースラント（現在のオランダ・フリースラント州）のフリェンチャル（フリジア語: Frjentsjer 、オランダ語ではフラーネカル（Franeker））という町で、子供たちがそれぞれ役割を分担して"屠殺ごっこ"を始め、"屠殺屋"役の子供が"豚"役の子供の喉（のど）をナイフで刺して殺してしまうという事件が起こった。
この事件は町の議会にかけられたが、当事者がまだ幼い子供であるため、この子供を死刑にするべきか否かで話し合いは難航した。
そこで、長老の一人が赤々と熟したリンゴと高価な金貨を左右の手に持ち、「この2つのうち、どちらか1つを子供に取らせてみよう。もし子供がリンゴを選んだら全くの無知無分別ゆえの事故であったと見なして無罪、金貨を選んだら価値判断の分別が備わっていた上での事件と見なして死刑にすればよい」と提案した。
果たして判定の当日、"屠殺屋"役の子供は笑いながら当然のようにリンゴを取り、子供は無罪放免となった。
第2話
父親が食用のために豚を屠殺する様を見た兄弟が、父親の真似をして"屠殺ごっこ"を始め、"屠殺屋"役の兄が"豚"役の弟の喉をナイフで刺して殺してしまった。
まだ赤ん坊の末子を風呂に入れていた母親は、弟の悲鳴を聞いて駆け付けると激情にかられ、弟の喉に刺さっていたナイフで兄の心臓を刺して殺した。
さらに、そうして目を離した隙に末子が浴槽で溺れ死んでしまったのに気づき、母親は悲しみのあまり首を吊って死んだ。
しばらくして畑仕事から戻って来た父親はこれらの惨劇を目の当たりにし、あまりの衝撃に気が狂って間もなく死んでしまった。
結局、その家族は誰一人生き残らなかった。

## 童話の出典
KHMのそれぞれの話は個人聴取が多いが、この22番の第1話は1810年11月13日付、第38号『ベルリン夕刊紙』の「無邪気に他の子を殺してしまった子ども」("Von einem Kinde, das kindlicher Weise ein anderes Kind umbringt“)からの転載である。なお、ベルリン夕刊紙にはこの後に解説があるものの、解説はこの話に関するものではなく、ヴェルナーの作品『二月二十四日』に関する解説であるとみられている。。

## 第二版以降での削除
アヒム・フォン・アルニムは、ヴィルヘルム・グリムに対して、「すでに私は、子どもが別の子を殺すという作品について、或る母親が、とても自分の子どもたちにはこの話は聞かせられない、と嘆いているのを聞いたことがあります」と非難しているが、これに対してヴィルヘルム・グリムは、「私は子供の頃、母から屠殺ごっこの話を聞いたことがありますが、それで私は遊ぶとき十分気をつけるようになりました」と反論している。
ヴィルヘルムにとって書物から話をとる際の基準は「最終的に口伝えに由来するという主張あるいは推測、注目に価する内容、適度に芸術的な語り方、この三つである」とされている。しかし、この『子供たちが屠殺ごっこをした話』はいずれも基準を満たしており、削除事由はこの判断基準によるものではない上、ヴィルヘルムのアルニムに対する反論や、削除記号が目次欄にはあって、本文欄には記載がなかったこと(目次欄にはヤーコプ・グリムが記入し、本文欄にはヴィルヘルム・グリムが記入したとされている)などから、ヴィルヘルムは削除に積極的ではなく、削除事由はアルニムの指摘した「残酷性」への非難に対抗しきれなかったからとみられている。

## 類似話
井原西鶴の裁判小説集・『本朝桜陰比事（ほんちょうおういんひじ）』巻四の二「善悪二つの取物」に、上記の第1話と類似しているが微妙に結末の異なる話が見られる。話のあらすじは以下の通りである。
昔、京の町で子供たちが集まって遊んでいた時、（数え年で）七歳の子が不用意に小刀を手にして九歳の子を刺し、死なせてしまった。加害者の家族は「まだ思慮分別のない子供だから、どうか死罪にしないでもらいたい」と懇願したが、被害者の遺族は何としても加害者を死罪にしてもらいたいと譲らない。双方の訴えを聞いた奉行は、おもちゃの人形と小判を用意し、「その子が小判を取ったら、価値判断の分別があるものと見なして死罪とし、人形を取ったら命を助ける事とする。明日は必ずその子を連れて出頭せよ」と告げて、その日は一同を解散させた。家に戻った加害者の家族は、奉行が用意したものと同じ人形と小判を加害者に見せて、「小判を取ったら殺されるのだよ」と一晩中繰り返し教え、翌朝にもよく言い聞かせてから奉行所に出頭した。一同が見守る中、奉行が「人形を取れば命を助け、小判を取れば死罪にするぞ」と言いながら加害者の前に人形と小判を出してみせると、加害者は歩み寄って小判を取った。これを見た被害者の遺族は「この通り、この者は不敵な悪人でございます」と言って加害者の死罪を要求し、加害者の家族は絶望のあまり声を上げて泣いたが、奉行は意外にも、「この子が何の思慮分別もない子供である事がよく分かった。小判を取れば死罪にすると言われたにも関わらず、この子は平気で小判を取った（つまりこの子は死罪の意味さえも分かっていない）ことから、それは明らかである」と言い、加害者を死罪にせず命を助ける判決を下した。
この話は、殺人事件の加害者が思慮分別のない子供である点、また裁判の方法として、子供が喜びそうな品物と金貨を加害者に見せ、加害者が金貨を取ったら死刑、もう一方の品物を取ったら無罪とする条件においては上記のグリム童話と共通している。しかし、最終的に加害者がどちらを取っても死刑を回避できるように配慮されている点において、グリム童話とは異なる日本の文化の独自性を見ることができる。なお、『本朝桜蔭比事』が出版されたのは元禄2年（1689年）で、グリム童話集の初版本（1812年）が出版されるよりも以前であるが、『本朝桜蔭比事』の元禄2年刊の初版本は現存していない。

## 原文
Wie Kinder Schlachtens mit einander gespielt haben (1812)（ドイツ語/Wikisource）